# جيم غالواي (لاعب كرة قاعدة)
جيم غالواي (بالإنجليزية: Jim Galloway)‏ هو لاعب كرة قاعدة أمريكي، ولد في 16 سبتمبر 1887 في إيريدل في الولايات المتحدة، وتوفي في 3 مايو 1950 في فورت وورث في الولايات المتحدة.

## وصلات خارجية
- جيم غالواي على موقعبيزبول رفرنس.كوم (الدوري الرئيسي) (الإنجليزية)
- جيم غالواي على موقعبيزبول رفرنس.كوم (الدوري الثانوي) (الإنجليزية)